# Eugenio Piva
Eugenio Piva (Rovigo, 1º novembre 1820 – Rovigo, 18 febbraio 1903) è stato un disegnatore, cartografo e architetto italiano.

## Biografia
Primo di otto figli, dei quali il più noto è Domenico Piva, studiò disegno con Antonio Bernati e mostrò le sue doti di disegnatore tecnico nell’Ufficio Idraulico di Rovigo, per poi diventare impiegato del Genio Civile. Ebbe occasione di affiancare l’ingegnere Pietro Paleocapa e i suoi collaboratori nel 1845, durante i lavori per la chiusura della rotta dell’Adige.
La prima prova come disegnatore la diede nel 1850 con la progettazione delle decorazioni in legno per l’altare della chiesa dei Ss. Francesco e Giustina a Rovigo.
Al 1856 risale l’arco trionfale che accolse l’imperatore Francesco Giuseppe al suo ingresso in città. 
Per conto del tipografo Antonio Minelli realizzò le due palazzine contigue di gusto eclettico presso il Ponte delle Gemelle.
Fu autore della neo-cinquecentesca Allegoria del Polesine tra Adige e Po per la Grande illustrazione del Lombardo-Veneto (1865). 
Su incarico della Camera di Commercio di Rovigo progettò e curò la costruzione del salone della Borsa, nonché la decorazione dell'annesso caffè, al fianco del pittore e decoratore Giovanni Biasin. Successivamente, però, la Camera di Commercio affidò all’ingegnere Moise Rietti la progettazione di un nuovo edificio per il Caffè Borsa, demolendo quanto era già stato realizzato da Piva, che accennerà con amarezza e livore all'episodio in un memorandum destinato ai nipoti e recentemente pubblicato.
Nel 1882 approntò con tempestività una tavola corografica a colori relativa alla rotta dell’Adige a Legnago, stampata da Minelli e messa in vendita a beneficio degli alluvionati.
Per il resto della sua esistenza si dedicò alla elaborazione di alcune proposte di intervento urbanistico e soprattutto alla realizzazione di tavole con il prospetto di numerosi edifici cittadini, sia religiosi che civili, oltre che di scorci cittadini. Sono la sua opera oggi più nota e preziosa, che ci fornisce documentazione di quanto il tempo o il piccone avrebbero poi modificato o distrutto. 
L’ultima sua impresa architettonica fu l'oratorio della Beata Vergine di Pompei, progettato nel 1901 senza richiesta di compenso e inaugurato due anni più tardi, pochi mesi dopo la sua scomparsa.